# Џермејн Дефо
Џермејн Колин Дефо (енгл. Jermain Colin Defoe; Бектон, Лондон, 7. октобар 1982) је бивши енглески фудбалер.

## Биографија
За репрезентацију Енглеске одиграо је 56 утакмица и постигао 20 голова, а са њом је учествовао и на Светском првенству 2010. године у Јужној Африци. Тренутно је 7. најбољи стрелац у историји Премијер лиге са 158 постигнута гола, пети је најбољи стрелац Тотенхема свих времена и њихов је најбољи стрелац у историји у европским такмичењима са 23 гола. Такође држи и рекорд Премијер лиге као играч који је дао највише голова када је у утакмицу ушао као резерва (22).

## Трофеји

### Тотенхем
- Енглески Лига Куп (1) : 2007/08.